# Сігуа Тенгіз Іполитович
Сігуа Тенгіз Іполитович (груз. თენგიზ სიგუა; 9 листопада 1934, с. Лентехі, Грузинська РСР, СРСР — 21 січня 2020, Тбілісі, Грузія) — грузинський політичний і державний діяч, глава уряду Грузії у 1990–1991 та 1992–1993 роках.

## Життєпис
Народився у селищі Лентехі на заході Грузії в родині службовця.
У 1957 закінчив Грузинський політехнічний інститут за фахом інженер-металург. У серпні того ж року став інженером Руставського металургійного заводу.
З 1962 працював старшим науковим співробітником, завідувачем лабораторії й заступником директора в Інституті металургії Академії наук Грузинської РСР. У 1988 р. він став доктором техн. наук, потім професором, у 1989 був призначений на пост директора інституту.
Прийшов у політику напередодні розпаду СРСР, член КПРС з 1982 року до початку перебудови. У 1990 році очолив «Загальногрузинське товариство Руставелі»  і керував експертною групою блоку Круглий Стіл - Вільна Грузія. Після перших багатопартійних виборів у Грузії 14 листопада 1990 його обрали головою Ради міністрів Грузинської Радянської Соціалістичної Республіки.
Був прем'єр-міністром в уряді Звіада Гамсахурдіа з 15 листопада 1990 року по 18 серпня 1991 року. Однак у серпні 1991 року він пішов у відставку через особисті розбіжності з президентом, заявивши що Гамсаджурдіа  "диктатор і демагог [який] змінює свою думку кожні двадцять чотири години". та зазначив, що газети називали Гамсахурдіа "кавказьким Саддамом Хусейном".
Разом з військовим Тенгізом Кітовані та лідером бойовиків Джабою Іоселіані очолив опозицію, яка здійснила Державний переворот у Грузії (1991-1992)  та призвела до Громадянської війни в Грузії (1991-1993).
6 січня 1992 року Сігуа став прем'єр-міністром у Військовій раді Грузії, яка офіційно позбавила Гамсахурдія повноважень. Згодом Військова рада була перетворена на Державну раду, яку очолив Едуард Шеварднадзе, що повернувся із Москви .
Новообраний Парламент Грузії затвердив Сігуа на посаді Прем'єр-міністра Грузії 8 листопада 1992 року. Він був змушений піти у відставку 6 серпня 1993 року після того, як Парламент двічі відхилив бюджет, поданий урядом. Залишився депутатом і у 1994 році разом з Тенгізом Кітовані і Борисом Какуваба заснували опозиційну партію «Фронт національного визволення», яка підтримувала військове вирішення Грузинсько-абхазького конфлікту  та критикував уряд Шеварднадзе. У січні 1995 року він був ув'язнений на кілька місяців разом з Тенгізом Кітовані за створення збройного формування та планування повстання близько 1400 озброєних грузинських біженців в самопроголошеній Абхазії . Після звільнення покинув активну політичну діяльність. У 1996 році його звинуватили в мільйонних розкраданнях державного бюджету, але опозиційна преса опублікувала виправдувальні документи.
Як зазначено в інтерв'ю російських «Ріа Новини» в 2011 році Тенгіз Сігуа можливо міг сказати, що російсько-грузинська війна 2008 року почалася в Грузії: "Війну 2008 года почали ми. Ми почали обстрілювати Цхінвалі, і після загибелі російських миротворців це дало право активно втрутитися російській армії" 
Помер у себе вдома в Тбілісі 21 січня 2020. Як повідомили ЗМІ з посиланням на Центр швидкої допомоги, коли бригада лікарів прибула на виклик, екс-прем'єр був мертвий. Причини смерті не уточнені.